# سعد بن ناشب التميمي
سعد بن ناشب بن معاذ بن جعدة التميمي مُختلف في نسبته، قيل المازني التميمي، وقيل العنبري التميمي، شاعر إسلامي من شعراء المائة الثانية للهجرة. اشتهر في العصر المرواني وكان من شياطين العرب وفاتكًا من فتاك بني تميم في منطقة البصرة.

## من سيرته
في سنة ١٢٠ ه‍ هدم القاضي هلال بن أبي بردة دار سَعد بن ناشب في البصرة لانه أصاب دما وهرب.
فقال سَعد:
عليكم بداري فاهدموها؛ فإنها تراث كريمِ لا يخشى العواقبا..ثم قال:
سَأَغْسِلُ عَنِّي العَارَ بالسَّيف جالباً
عَليَّ قَضَاءُ اللهِ ما كان جالبَا
ويَصْغُرُ في عَيْنِي تِلادِي إِذا انْثَنَتْ
يَمِيني بإِدْراك الَّذي كُنْتُ طالِبا
فيالَ رِزَامٍ رَشِّحُوا بي مُقَدَّماً
إِلى المَوْتِ خَوَّاضاً إِليه الكَتَائِبا
إِذا هَمَّ لم تُرْدَعْ عَزيمَةُ هَمِّهِ
ولَمْ يَأْتِ ما يَأْتِي منَ الأَمْرِ هائِبا
أَخا غَمَرَاتٍ لا يُريدُ عَلى الَّتِي
يَهُمُّ بها من مُفِظعِ الأَمْرِ صاحِبا
إِذا هَمَّ أَلَقَى بَيْنَ عَيْنَيْه عَزْمَهُ
ونَكَّبَ عن ذِكْر العَواقبَ جانِبا
ولم يَسْتَشِرْ في رَأْيِهِ غَيْرَ نَفْسِهِ
ولم يَرْضَ إِلا قائِمَ السَّيْفِ صاحِبا

## إشارات
1. 1 2  أعلام تميم ، حسن حسين ، ص ٢٩٢.
2. ↑  "بوابة الشعراء - سعد بن ناشب - سأغسل عني العار بالسيف جالبا". بوابة الشعراء. مؤرشف من الأصل في 2021-11-14. اطلع عليه بتاريخ 2021-11-14.